# Melapura, Shrirangapattana
Melapura là một làng thuộc tehsil Shrirangapattana, huyện Mandya, bang Karnataka, Ấn Độ.